# 金剛宗
金剛宗是金庸小說中的門派之一，位於蒙古，是藏传密宗佛教的一支，在蒙古被称为金刚宗，門人主要登場於《神鵰俠侶》，是主要反派金輪國師所隸屬的門派。

## 人物

### 金輪國師
金輪國師身披黃袍、極高極瘦、身形猶似竹桿一般，腦門微陷，被稱為蒙古圣僧，受蒙古皇后封为第一护国大师。以國師身分協助由忽必烈統率的蒙古軍攻打南宋，多次與包括主角古墓派楊過在內的南宋武林高手對抗，是該書中主要的反派人物。

### 達爾巴
金輪國師二弟子，力大無窮，擅使金剛杵，個性忠厚但單純愚笨。楊過外貌酷似已逝大師兄又能背出心法，笨到以為是大師兄轉世投胎而中了楊過移魂大法；全真教一戰與霍都聯手卻不敵功力已經大增的楊過。霍都棄戰而逃，達爾巴為了保全師傅金輪國師而向楊過下跪求情。楊過受其護師舉動感動而放走其與金輪國師。之後十幾年為了找霍都報仇不停奔走。最後擊殺化名何師我的霍都清理門戶，之後回到西藏。

### 霍都
蒙古王子，金輪國師三弟子，聰明有才但個性奸巧、野心極大，曾為向小龍女求親而攻入重陽宮，在全真教一戰中棄師而逃，化名「何師我」意圖奪取丐幫幫主之位，但被楊過揭發假身分，遭達爾巴打至重傷，其後被黃藥師跟楊過跟用彈指神通擊殺。

### 川邊五醜
達爾巴的五名弟子，因作惡多端被洪七公追殺，在洪七公跟歐陽鋒的内力前后来回交逼，五脏六腑均受重伤，筋酥骨软，成為废人。

## 武功
密教金刚宗武功的精要在於功力含劲蓄势，内力還能互相传接，曾獲洪七公跟歐陽鋒稱讚，而東邪黄药师也提过密教金刚宗的奇异武功，练到极高境界之时，顶门微微凹下。

### 龍象般若功
龍象般若功為金剛宗最強的武功，是密宗至高無上的護法神功，共分十三層，每進一層便多一龍一象之力。第一層功夫十分淺易，縱是下愚之人，只要得到傳授，一二年中即能練成。第二層比第一層加深一倍，需用三四年時間。第三層又比第二層加深一倍時間。如此成倍遞增，越是往後精進，越是困難。待到第五層以後，每要再練深一層，往往需要耗費三十年以上的苦功。因而儘管密宗一門，高僧奇士歷代輩出，但卻沒有人練到超過第十層。北宋年間曾有一名藏邊高僧練至第九層，繼續勇猛精進第十層，卻因心魔驟起，無法自制，狂舞七日七夜，自終絕脈而死。直到金輪法王為雪敗給楊過、小龍女之恥時，回到蒙古後竟爾沖破第九層難關，達到第十層的境界。此時號稱出招具有十龍十象之力，連周伯通、黃藥師、一燈等人，都驚異於其所發之力度竟如此強大，周伯通亦單論力道而言，自己勝不過金輪法王。曾經交手的人中，只有楊過在海潮中練來的內力能與之硬抗。。
在世紀新修版的《神鵰俠侶》中，基於郭襄確實拜了金輪國師為師，龍象般若功似乎也由金輪國師傳授給郭襄，故後世峨嵋派武功或多或少乃屬於密宗武學。而在高台之戰裡，金輪國師最後在郭襄遇險時也捨命使用龍象般若功功力擊爆火柱，力竭身亡。

### 瑜伽密乘
金輪國師傳授給郭襄的上乘密宗內功心法，由報身佛金剛薩埵所說的瑜伽密乘先修成後，再修法身佛普賢菩薩所說的大瑜伽密乘、無比瑜伽密乘，一直到最後的無上瑜伽密乘，威力極強。

### 推經轉脈、易宮換穴
金剛宗極深奧艱難的內功，奇妙處比之歐陽鋒逆轉全身經脈雖然頗為不及，卻也是一宗甚難修練的怪異神功。

### 五輪大轉
金輪國師為應付玉女素心劍法，另行演變的招式，使用金銀銅鐵鉛五輪施展，其中雙輪在手，三輪飛轉攻敵，由於五輪輕重、形狀不一，運轉開來令人難以捉摸，可是在對上楊過跟小龍女聯手的玉女素心劍法時仍無法取勝，甚至被奪走一輪；而且還被郭靖的降龍十八掌擊退，使金輪法王頗為氣餒。

### 大摔碑手
金輪國師曾經用來襲擊楊過的掌力。

### 狂風迅雷功
霍都的壓箱絕技，在跟朱子柳交手時，金輪法王見他落於下風以藏語提醒，要霍都使用這門功夫反守為攻。狂風迅雷功勁力沉雄，出招時口中也會吐出霹靂般吆喝助威，但猶遜於朱子柳一籌。

### 無上大力杵法
達爾巴的武功，招式無甚變化，僅是雙手握杵橫揮八招加上直擊八招，憑著天生神力將十六招反覆使出，招意帶有三分癲狂。

### 並體連功之法
金剛宗一門的獨特功夫，能將同門的功力連袂發出，威力頗強。洪七公與歐陽鋒甚是稱道。

## 物品

### 金刚降魔杵
達爾巴慣用的武器,也是密教中护法尊者所常用，藏僧、蒙僧以此为兵刃的本亦常有，但达尔巴这降魔杵长达四尺，杵头碗口粗细，杵身金光闪闪，似是以黄金混和钢铁所铸，或是钢杵外有几层黄金，一望而知甚是沉重。

### 法輪
金輪國師慣用的兵器，一共金银铜铁铅五只轮子，轮上都铸有金刚宗真言，其中金轮径长尺半，乃黄金混和白金及别的金属铸成，轮上铸有天竺梵文的密宗真言，中藏九个小球。可以五轮齐出，但金輪國師以往只用一只金轮，已自打败无数劲敌，因此上得了金轮国师的名号，其余银铜铁铅四轮却从未用过

### 彩雪蛛
产于蒙古、回鹘与吐蕃间的雪山之顶的毒蜘蛛，乃天下三绝毒之一。金轮国师携之东来，有意与中原的使毒名家一较高下，这彩雪蛛一遇血肉之躯，立即扑上咬啮，非吸饱鲜血，决不放脱，毒性猛烈，无药可治，便国师自己也解救不了。他不肯贴身携带，便怕万一给蜘蛛逸出，为祸非浅。